# Benicàssim
Benicàssim (valencianisch; spanisch: Benicasim) ist eine Stadt an der Costa del Azahar in der Provinz Castelló in der Valencianischen Gemeinschaft (Comunitat Valenciana), Spanien. Die Stadt grenzt direkt nördlich an Castellón de la Plana an. Durch ihre Funktion als Touristenort steigt die Bevölkerung in der Saison auf bis zu 40.000 Menschen.

## Geschichte
Während des Spanischen Bürgerkriegs von 1936 bis 1939 leitete der vor der Verfolgung durch die Nationalsozialisten nach Spanien geflohene deutsch-jüdische Arzt Günter Bodek hier als Chefarzt auf Seiten der Republikaner das Lazarettzentrum.
Im Spätsommer 1937 besuchten der Herausgeber der Zeitschrift New Theater Herbert Kline, der Fotograf Henri Cartier-Bresson und der Kameramann Jacques Lemare das Lazarettzentrum, um einen Dokumentarfilm über den amerikanischen Sanitätsdienste American Medical Bureau im Spanischen Bürgerkrieg zu drehen. Sie drehten auch im  Krankenhaus der Internationalen Brigaden (Villa Paz) in Saelices, in der Nähe der spanischen Hauptstadt.

## Kultur
- Festival Internacional de Benicàssim, Musikfestival seit 1995
- Rototom Sunsplash, Reggae-Festival seit 2010

## Partnerstädte
- Bad Salzdetfurth in Niedersachsen ist seit 1986 Partnerstadt von Benicàssim.[6]

## Persönlichkeiten
- Claudia Conte (* 1999), Leichtathletin